# Bucht von Kotor
Die Bucht von Kotor (serbokroatisch Бока которска Boka kotorska, italienisch Bocche di Cattaro) ist eine fast 30 km lange, von hohen und sehr steilen Bergflanken gesäumte, stark gewundene fjordartige Bucht der südöstlichen dalmatinisch-montenegrinischen Adriaküste.
Die Bucht besteht aus vier durch Engstrecken miteinander verbundenen Einzelbecken. Der zwei Kilometer breite Einlass mit der Festungsinsel Mamula liegt zwischen den mit Fortifikationen bewehrten Halbinseln Prevlaka (zu Kroatien gehörend) und dem Kap Arza auf der Halbinsel Luštica. Von außen nach innen folgen die Becken von Herceg Novi, Tivat und hinter der Halbinsel Vrmac Risan und Kotor. Die Becken von Herceg Novi und Tivat werden durch den Kanal von Kumbor, die Becken von Tivat sowie die von Risan und Kotor durch die an ihrer schmalsten Stelle 330 m breite Meerenge von Verige verbunden. Die inneren Buchten von Risan und Kotor gehören zum UNESCO-Welterbe.
An der strategisch überaus günstig gelegenen und über 1000 m tief in die umgebenden Karst-Gebirge von Orjen und Lovćen eingeschnittenen Bucht, die auch vor orkanartigen Bora-Winterstürmen gut geschützt und im ansonsten wasserlosen Karstgebiet durch zahlreiche, stark schüttende Karstquellen auch naturräumlich begünstigt ist, sind seit der Antike bedeutende Städte als Kultur- und Handelszentrum entstanden, unter denen heute insbesondere die namensgebende Stadt Kotor im innersten Winkel der Bucht hervorsteht.
Risan als ältester Ort der Bucht ist eine illyrisch-griechische Gründung in dem sich noch Reste des Forums und spätantiker Villen finden. Römische Gründungen sind Kotor und Rose, im Mittelalter wurden Herceg Novi und Tivat gegründet und aus der Venezianischen Epoche stammenden Dobrota, Perast und Tivat.
Neben den Seestädten sind zahlreiche religiöse Gründungen in Form von Klöstern an den Ufern der Bucht entstanden. Damit ist die Bucht eine der am dichtesten mit religiösen Kultstätten ausgestatteten Regionen am Mittelmeer. Wallfahrtsorte sind das Benediktiner-Kloster Sveti Đorđe, das orthodoxe Kloster Savina sowie die Nemanjiden-Gründung des Klosters des heiligen Michaels auf der Blumeninsel. Bedeutende Stadtkirchen finden sich in Kotor, Perast, Herceg Novi, Risan. Daneben gibt es zahlreiche in Naturstein erbaute Dorfkirchen in den Gebirgsdörfern der umgebenden Gebirge, insbesondere in der Krivošije.

## Geographie

### Geomorphologie

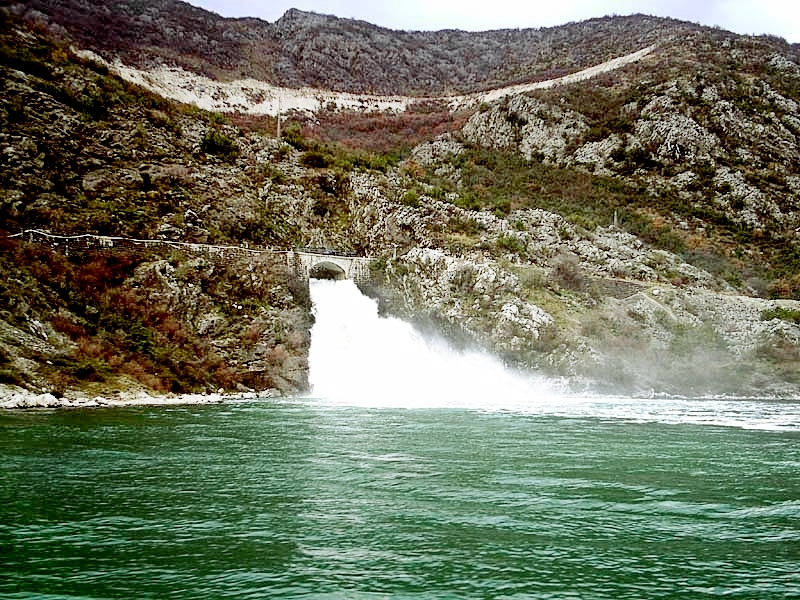
Orjenski Vodopad

Durch die geomorphologische Ähnlichkeit zur Fjordküste Norwegens wird die Bucht von Kotor als südlichster Fjord Europas bezeichnet, ist aber, da die Bucht durch die Ingression des Meeres in ein ehemaliges tiefes Flusstal (Canyon) entstand, kein Fjord, sondern eine Form der Riasküste. Die enge innere Verzahnung von Hochgebirgsrelief und Meeresküste prägt die Bucht, die als einziger Meeresarm der Adria tief in den Hochdinarischen Karst hineinreicht.
Dementsprechend sind die Süßwasserzuflüsse der Bucht mehrheitlich unterseeisch. Nur bei Risan und Kotor gibt es ergiebigere nutzbare Quellen. Bekannt ist der Orijenski vodopad genannte Wasserfall bei Risan: Nach starken Niederschlägen im Orjen entsteht hier abrupt ein 25 Meter hoher Wasserfall, der sich über eine Steilstufe direkt ins Meer ergießt und mit einer Schüttung von circa 150 m³/s zu den ergiebigsten Karstquellen der Erde zählt.

### Aufbau
Die Bucht von Kotor besteht aus vier separaten Becken, die durch Meerengen miteinander verbunden sind. Die Buchten von Risan und Kotor gehören durch die überhängenden großen Kalksteinwände des Orjen und Lovćen-Gebirges zu den eindrucksvollsten Landschaften der Adriaküste. Die Einfahrt in die Bucht liegt zwischen den Bergen Ostro und Arza einerseits sowie Kobila und Kabala anderseits.
Geologisch wird die hauptsächliche Struktur durch eine Deckenüberschiebung nach Süden bestimmt. Über klastischen Flyschfazien liegt hier die Decke der mächtig gehobenen Hochkarstzone. Morphologisch ausgeprägt ist der Kontrast der tief in die Hochkarstzone hineinreichenden Bucht. An der Grenze der Antiklinale des Hochkarstes in der faziell vielfältigen synklinalen Flyschzone ist diese durch erosive und tektonische Prozesse entstanden, an denen sichtbar eine ehemalige Flussanlage in den Buchten von Kotor und Risan sowie tektonische Vorgänge beteiligt waren.

### Wasserströmungen
Die Strömungen sind sehr unregelmäßig, doch von den Gezeiten abhängig und im Sommer von geringer Stärke. An der Ostseite der Einfahrt verläuft ein nordwestlicher Strom mit einer Geschwindigkeit von 1 km/h. Eine kräftige Ausflussströmung, die in den Engen bis zu vier Kilometer pro Stunde erreichen kann, verläuft insbesondere nach anhaltendem starken Regen aus den inneren Buchten gegen das Westufer der Einfahrt.

### Flora

Die Vegetation der Bucht von Kotor zeigt reichhaltige mediterrane Elemente

Die Region gehört dem Zonoökoton IV/V zu. Diese perhumide mediterrane Klima-Variante bedingt eine Modifikation der Höhenstufung der Vegetation. In besonderer Weise tritt eine morphologische und floristische Verzahnung laurealer und mediterraner Subtropen und temperater Elemente auf.
Meridionale Formationen lassen sich von eu- und submediterranen klimazonalen Typen ableiten, sind aber aus klimatischen und edaphischen Gründen auch von diesen stärker abweichend. Flaumeiche (Quercus pubescens) und Orientalische Hainbuche (Carpinus orientalis) sind häufigste Baumarten. Laubwerfende thermophile Gehölze zeigen eine abgeschwächte Dominanz sklerophyller Arten.
Verarmte laureale Reliktwälder treten daneben in perhumiden Bereichen im Inneren der Bucht von Kotor auf. Trotz der klimatisch begünstigten mesophyllen Formationen sommergrüner Phanerophyten ist auftretendes Artenspektrum allgemein mediterran. Quercus ilex, Juniperus oxycedrus, Arbutus unedo, Pistacia lentiscus, Punica granatum und Smilax excelsa zeigen dies an. Die Steineiche (Quercus ilex) ist hier auf Kalk seltener als die insgesamt häufigste Gesellschaft des Rusco-Carpinateum.
Bei Risan findet sich Quercus ilex nicht mehr, dafür dominiert hier das laurophylle Andropogoni Nerietum in einer breiten Stufe (0–300 m).
Einige in Dalmatien sonst häufige Arten wie Viburnum tinus und Rhamnus alaternus fehlen in der Bucht ganz. Die naheliegendste Ursache sind die kalten Winde (Bora genannt), die im Winter von den Bergen ins „tiefe Tal“ der Bucht hinunterwehen. Von der Bora beeinflusste Standorte sind somit in der Vegetation zu erkennen, da die empfindlicheren Arten fehlen.
Die Grenze der mediterranen Zone liegt bei 500 m. Supramediterran ist oberhalb der Orientalischen Hainbuchen-Eichenstufe (Hainbuche Carpinus orientalis, Flaumeiche Quercus pubescens, Zerr-Eiche Q. cerris) der Hopfenbuchenwald gebildet (700-950/1100 m), oberhalb 950 m (950/1050–1350 m) der Herbstblaugras-Buchenwald gebildet.
Dieser leitet die oromediterrane Stufe ein. Ostrya carpinifolia, Schneeball-Ahorn Acer opalus, Buche Fagus sylvatica, Baum-Hasel Corylus colurna und Berg-Ahorn Acer pseudoplatanus sind supra- und oromediterran, Schlangenhaut-Kiefer Pinus heldreichii, Weisstanne Abies alba, Griechischer Ahorn Acer heldreichii und Hänge-Birke Betula pendula oro- und altomediterran verbreitet.

### Tierwelt
In der Bucht werden regelmäßig Delfine der Art Großer Tümmler gesichtet. Besondere Bekanntheit erlangte der vier Meter lange Delfin Joca, der sich in den 1980er und 90er Jahren häufig in der Bucht aufhielt. Im Dezember 2011 verirrte sich ein 10 Meter langer Finnwal in der Bucht.

### Klimatische Bedingungen

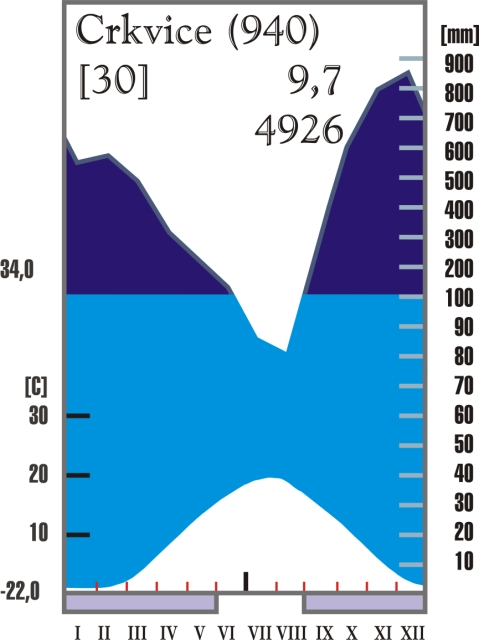
Klimadiagramm aus dem Orjen

|                       | Jan  | Feb  | Mär  | Apr  | Mai  | Jun  | Jul  | Aug  | Sep  | Okt  | Nov  | Dez  |   |      |
| Mittl. Tagesmax. (°C) | 11,5 | 12,6 | 15,2 | 18,0 | 22,4 | 26,0 | 29,9 | 29,8 | 26,5 | 21,5 | 16,1 | 13,0 | ⌀ | 20,2 |
| Mittl. Tagesmin. (°C) | 4,4  | 5,4  | 7,1  | 9,4  | 13,1 | 16,5 | 19,3 | 19,2 | 16,3 | 12,3 | 8,3  | 5,7  | ⌀ | 11,4 |
|                       |      |      |      |      |      |      |      |      |      |      |      |      |   |      |
| Niederschlag (mm)     | 175  | 176  | 169  | 136  | 120  | 76   | 34   | 66   | 112  | 145  | 240  | 216  | Σ | 1665 |

| 4,4 |

| 5,4 |

| 7,1 |

| 9,4 |

| 13,1 |

| 16,5 |

| 19,3 |

| 19,2 |

| 16,3 |

| 12,3 |

| 8,3 |

| 5,7 |

| 4,4 |

| 5,4 |

| 7,1 |

| 9,4 |

| 13,1 |

| 16,5 |

| 19,3 |

| 19,2 |

| 16,3 |

| 12,3 |

| 8,3 |

| 5,7 |

## Ökologie
Für das Klima der Bucht sind die geographische Lage am nordöstlichen Mittelmeersaum und das Gebirgsrelief ausschlaggebend. Die orographische Wirkung von Relief und Topographie des Gebirgshinterlands ist für das Klima von besonderer Bedeutung. Neben der hypsometrischen thermischen Änderung sind ventilatorische und hydrogeografische Bedingungen extrem modifiziert. Die Bucht von Kotor ist eine der wenigen mediterranen Übergangsregionen zum Lorbeerwaldklima. Das spezielle Klima erklärt sich aus zwei Gründen: Einerseits treten hier die höchsten Niederschlagsmittelwerte in Europa auf; die feuchten Warmluftmassen, die im Gebirgsstau aufgleiten, bilden den Untertyp einer perhumiden südadriatischen Klimavariante mit extremen jährlichen Niederschlagsmengen von 4.500 bis 6.500 mm. Andererseits sind auch Niederschläge im Sommer nicht selten, wodurch die für das mediterrane Klima charakteristische sommerliche Trockenperiode ausbleibt.
| Station       | Höhe [m] | Typ   | Charakter                                                                  | Niederschlag [mm] | Schnee       |
| ------------- | -------- | ----- | -------------------------------------------------------------------------- | ----------------- | ------------ |
| Risan         | 0        | Cs’’a | (s’’= doppelte winterliche Regenzeit), perhumides mediterranes Küstenklima | 3500              | 2 Tage       |
| Crkvice       | 940      | Cfsb  | (fs= ohne sommerliche Trockenheit), perhumides mediterranes Bergklima      | 4926              | 70 Tage      |
| Zubački kabao | 1894     | D     | perhumides mediterranes Schneeklima                                        | ca. 6250          | ca. 140 Tage |

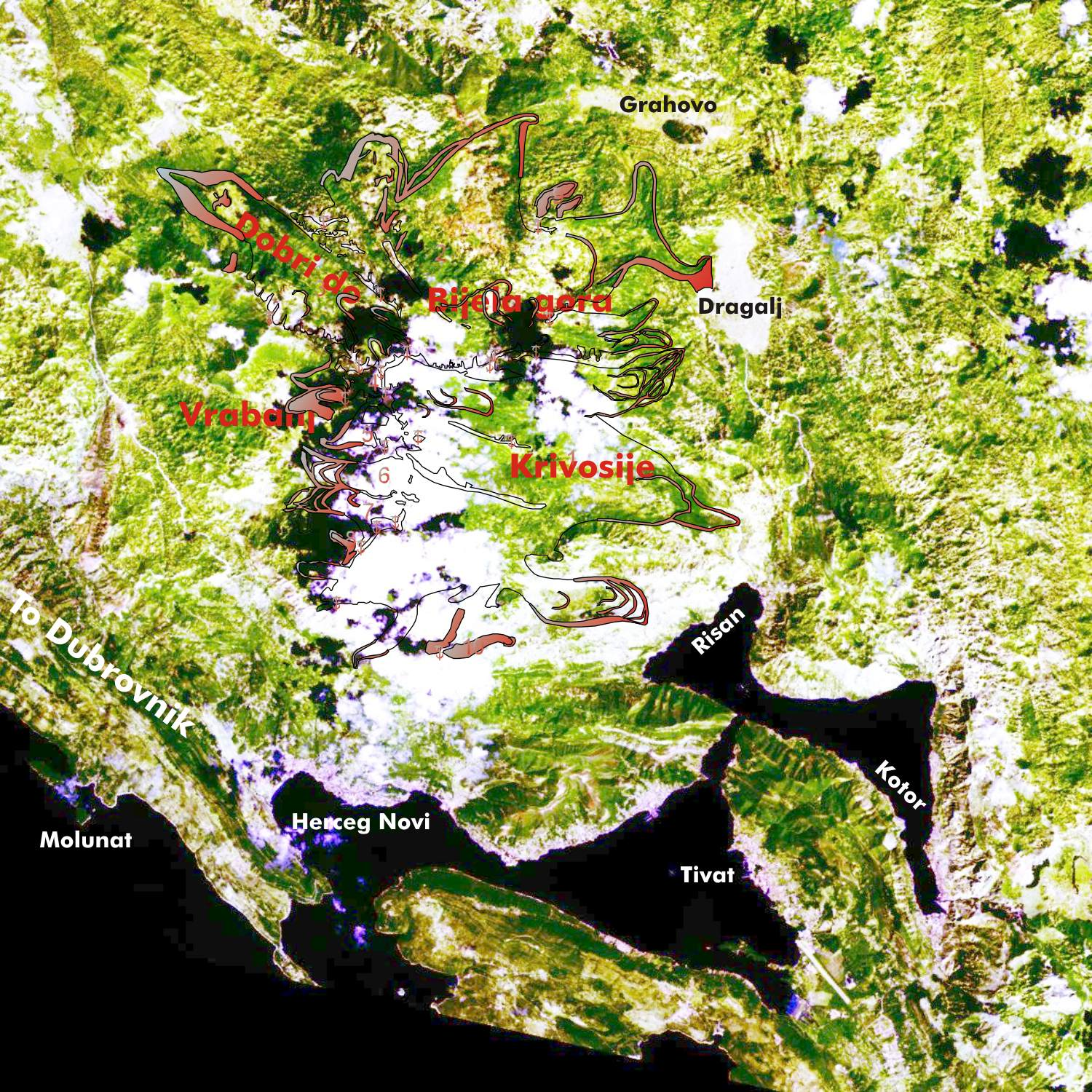
Grenzen der max. Vergletscherung des Orjen während der Riß-Kaltzeit

Nach der Köppenschen effektiven Klimaklassifikation ist die Bucht von Kotor dem Klimatyp Cs’’a zuzurechnen. Der besondere humide Charakter der mediterranen Bergstation Crkvice im Orjen wird durch den Klimatyp Cfsb deutlich.
Das Orjen-Gebirge über der Bucht unterscheidet sich davon vor allem thermisch, da im Winter Frost und Schneereichtum einen starken Kontrast zum Küstensaum bilden. Periodische Kaltlufteinbrüche, die auf dem Ablassen polarer Kaltluft über die Gebirge in die Bucht durch heftige Bora-Fallwinde im Winter auftreten, bedingen eine Strukturänderung der Vegetation, die vom Aussehen an eine Garigue erinnert, floristisch aber durch frostharte Elemente charakterisiert wird.
Mit der verstärkten zyklonalen Tätigkeit im Mittelmeer wird insbesondere von März bis Mai sowie im Herbst tropische Luft aus Afrika und Teilen Asiens ins Mittelmeer transportiert. Der warme Südwind wird allgemein als Schirokko bezeichnet und ist in Dalmatien als Jugo bekannt. Tritt dieser in den Sommermonaten auf, kommt es zu den höchsten Temperaturen im Adriagebiet.

## Bevölkerung

Übersichtskarte der Kirchen
1) Kirchen aus dem 9. Jahrhundert
2) Kirchen aus dem 10. und 11. Jahrhundert

Mit 70 % städtischer Bevölkerung ist die Bucht von Kotor die am meisten verstädterte Region Montenegros. 1981 waren nur noch zwei Prozent der Menschen in der Landwirtschaft beschäftigt.
Die Bevölkerung ist überwiegend serbisch-orthodox, doch in den Orten in der Bucht leben auch viele Katholiken.
Eine historische Eigenbezeichnung der Bevölkerung der Bucht von Kotor ist Bokelj, nach Boka für Bucht.

### Siedlungen
An den Ufern der Bucht liegen mehrere kleinere Orte, in denen insgesamt etwa 60.000 Menschen wohnen. In der Topla-Bucht liegt Herceg Novi, die größte Stadt an der Bucht. Sie liegt am nördlichen Ufer an den mäßig steilen Hängen des Orjen-Gebirges. Die Altstadt wird von drei Forts und mittelalterlichen Mauern umgeben. In der Bucht von Tivat befindet sich der gleichnamige Ort Tivat. Er ist jüngeren Datums und ein wichtiger Marinestützpunkt. Er liegt an den sanft abfallenden Abhängen des von Sturzbächen und Wildbächen gezeichneten Vrmac-Gebirges. Die inneren Buchten sind die von Risan und Kotor. Hier befindet sich das eigentliche Herz der Bucht. Die Seefahrtsgeschichte ist an den alten Kapitänshäusern und vielen reichen Kirchen in Perast, Dobrota, Prčanj und Kotor verewigt.
Da das Hinterland mit seinem extremen Hochkarst-Charakter ausgeprägt unzugänglich ist, liegen – mit Ausnahme von Cetinje – die nächsten Siedlungen außerhalb der Bucht weit entfernt.

## Geschichte

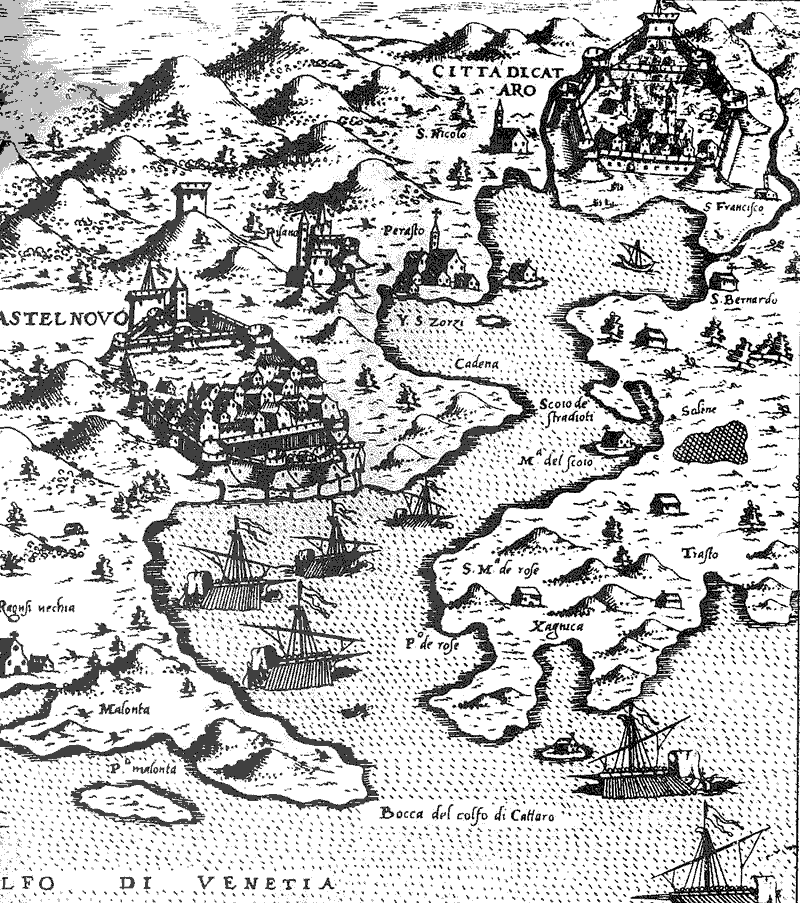
Historische Karte, um 16 Jhdt.

### Frühgeschichte und Antike
Menschliche Siedlungstätigkeit lässt sich bis ins Neolithikum zurückverfolgen, prähistorische Felsbilder mit Darstellung von Jägern und Hirschen finden sich in Stoliv bei Risan.
Die Bucht wird von den antiken griechischen Geographen und Historikern Strabon und Ptolemäus heißt die Bucht Rizaion kolpos (Bucht von Risan) und Rhizionikos kolpos und bei den Römern Sinus Rhizaens oder Sinus Rhizonicus was auf Rhizinium als zentralen Ort der Bucht in der Antike hinweist. Im 3. Jahrhundert v. Chr. gehörte das Gebiet an der Bucht von Kotor zeitweise zum Gebiet der illyrischen Ardiäer, deren Siedlungszentrum bei Narona lag. Später wurde das Gebiet Teil des Reiches der ebenfalls illyrischen Labeaten. Einer Legende nach soll sich die letzte labeatische Königin Teuta nach Rhizinium zurückgezogen haben, als ihr Heer 229 v. Chr. im Ersten Illyrischen Krieg den Römern unterlegen war.
Seit dieser Zeit in loser Abhängigkeit von Rom, wurden die Siedlungen an der Bucht, als Julius Cäsar 58 v. Chr. das Prokonsulat über die beiden Gallien und über Illyrien erhielt, in die römische Provinzialverwaltung einbezogen. Seit 8 v. Chr. gehörte die Gegend zur von Kaiser Augustus eingerichteten Provinz Dalmatia. In Risan ausgegrabene Bodenmosaike sind die wichtigsten römischen Funde in Montenegro. Bei der Neueinteilung der Provinzen unter Diokletian wurde die Küste des heutigen Montenegro der neuen Provinz Praevallis zugeschlagen. Die romanischen Küstenorte konnten sich auch in den Stürmen der Völkerwanderung behaupten.

### Mittelalter

#### Frühmittelalter und Byzanz
Nach der Wiedereingliederung in das oströmische Reich im Jahre 535 unter Justinian I. bestand die byzantinische Herrschaft über die Region bis 1077. Südslawische Stämme verdrängten im 7. Jahrhundert die romanisierte Bevölkerung teilweise. Bereits 595 wurde das alte Rhizinium durch die Awaren und Slawen zerstört. 860 fielen die Sarazenen in die Bucht ein. 869 wurde das Thema von Dalmatien von Kaiser Basileios I. (867-886) errichtet und die byzantinische Kontrolle an der Küste von Dioclea erneut befestigt. Die erste historische Erwähnung Kotors fällt in diese Zeit.
Kirchlich gehörte die Boka Kotorska seit dem 4. Jahrhundert zum Machtbereich des römischen Patriarchats. Die kirchlichen Institutionen waren auch unter byzantinischer Herrschaft von lateinischer Prägung. Dies gilt für das im 10. Jahrhundert errichtete Bistum Kotor ebenso, wie für die an der Bucht errichteten Klöster, die der benediktinischen Regel folgten.
Mit dem Ende der Herrschaft Kaiser Basileios II. († 1025) erstarkten die lokalen Fürstentümer der Region und das Gebiet der Boka Kotorska geriet in die Abhängigkeit des serbischen Fürstentums Dioklitien.

#### Hochmittelalter
Von 1185 bis 1371 Teil des Staates der Nemanjiden-Dynastie, erlangte Kotor unter dem Kaiser Stefan Dušan (1332–1355) ein überragendes Ansehen als wichtiger Handelsort (der Bergbau erlebt eine große Blüte) und Kunstzentrum des Reiches. An der Bucht von Kotor begegneten sich die kulturellen Einflüsse des lateinischen Westens und des orthodoxen Ostens. Das hohe Ansehen der kotoraner Künstler im Mittelalter zeigt eines der architektonischen Hauptwerke des Spätmittelalters der Balkanhalbinsel, das in apulischer Gotik erbaute größte mittelalterliche Kirchenbauwerk Serbiens, Visoki Dečani, das der Franziskaner Fra Vita aus Kotor als Mausoleum für den König Stefan Uroš III. 1327–1335 errichtete.
Nach dem Zerfall des Serbischen Reiches bemühen sich die angrenzenden serbischen Fürstentümer, das bosnische Königreich, das Königreich Ungarn und die Republik Venedig um die Kontrolle der Bucht. Kotor begibt sich 1368 unter den Schutz des ungarischen Königs Ludwig I. und kann sich damit einige Jahrzehnte faktischer Selbstständigkeit als Republik sichern. Andere Orte an der Bucht, so zum Beispiel Risan gehörten in dieser Zeit zum lokalen Fürstentum der Balšić und Herceg Novi wird als einer der ersten mittelalterlichen Stadt Neugründungen unter dem bosnischen König Tvrtko I. an strategischer Stelle am Eingang der Bucht gegründet.

### Neuzeit

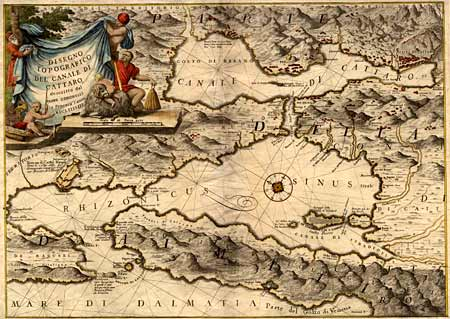
Coronellis Disegno topografico del canale di Cattaro Venedig, 1688

#### Venezianische Epoche
Nach 1420 unterstellen sich alle Orte an der Bucht von Kotor dem Schutz der Republik Venedig, um mit Hilfe der Venezianer der Eroberung durch die Osmanen zu entgehen. Als Herceg Novi und Risan im 16. Jahrhundert in türkische Hand fallen, ist die Bucht von Kotor in einen osmanischen und venezianischen Teil geteilt. 1688 verdrängt Venedig die Türken endgültig aus ihren dalmatinischen Besitzungen und hält sich bis 1797.
(Zur venezianischen Epoche vgl. auch den Hauptartikel Venezianisches Albanien)

#### Österreich-Ungarn und Nachfolgestaaten
Während der napoleonischen Kriege wechseln sich das Kaisertum Österreich, das Russische Reich, Frankreich und wieder Österreich in rascher Folge als Herren der Bucht ab.
Mit der Neuordnung im Wiener Kongress wird Dalmatien einschließlich der Bucht von Kotor als Königreich Bestandteil des Kaisertums Österreich und ab 1867 der Österreichisch-Ungarischen Monarchie (1814–1918) und Kotor zu einem stark befestigten Kriegshafen ausgebaut. 1869 erschütterte ein Aufstand der orthodoxen Bevölkerung, der sich in Verbindung mit Einfällen montenegrinischer Truppen zu einem Kleinkrieg ausweitete, die österreichische Herrschaft. Noch bis 1878 verlief die Militärgrenze über den Orjen. Im Februar 1918 rebellierten die Matrosen auf den in der Bucht von Kotor stationierten österreichischen Kriegsschiffen. Dieser Aufstand blieb vor allem durch das Drama Die Matrosen von Cattaro von Friedrich Wolf in Erinnerung. Ab 1919 war die Boka Kotorska jugoslawisch; 1945 wurde die Region der Teilrepublik Montenegro angegliedert.

## Kulturerbe und Tourismus
Die geschichtsträchtige Bucht mit ihren authentischen historischen Orten – unter anderem die mittelalterliche Festungsstadt von Kotor, der malerische Ort Perast und die Klosterinsel Sv. Djorde (St. Georg) sowie deren Friedhofsinsel Gospa od Skrpjela (Maria vom Felsen bzw. vom Riff) – sind Beispiele für charakteristische mediterrane Kleinstädte mit verschiedenartigen kulturellen Einflüssen. Die Buchten von Risan und Kotor mit dem von den Hochplateaus des Orjen und Lovćen umschlossenen landschaftlichen Ensemble und die Baudenkmäler von Kotor, Perast und Dobrota gehören seit 1979 zum Weltkultur- und Naturerbe der UNESCO. Zwischenzeitlich (1979–2003) war diese Stätte aufgrund ihrer Gefährdung durch die Schäden eines Erdbebens auf der Roten Liste des gefährdeten Welterbes gelistet.
Die Bucht von Kotor ist ein beliebtes Urlaubsgebiet in Montenegro, für den Ferntourismus jedoch bis auf den Flughafen Tivat noch kaum erschlossen. In der Region findet man eine große Auswahl an Stränden.

## Bilder

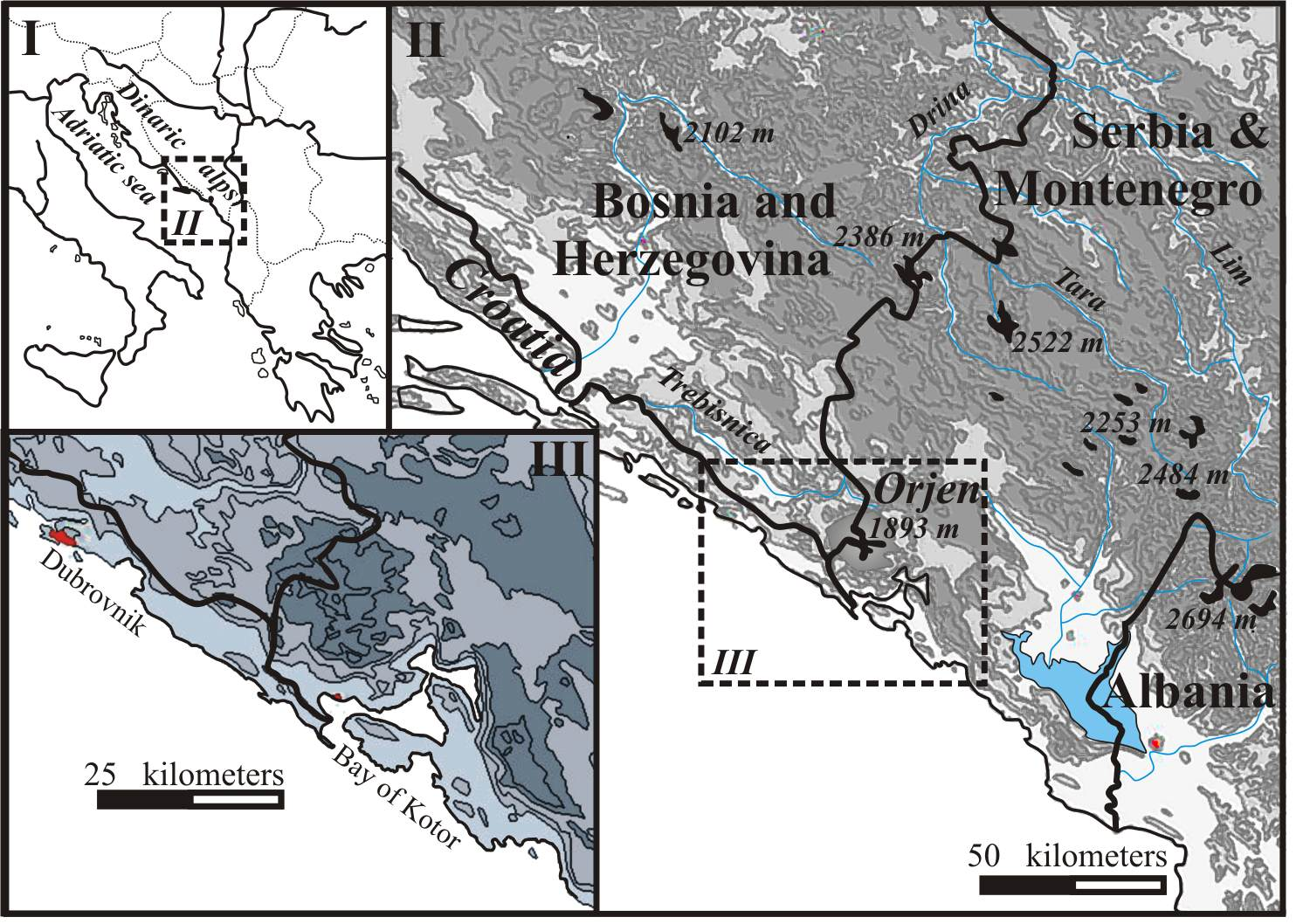
Lage
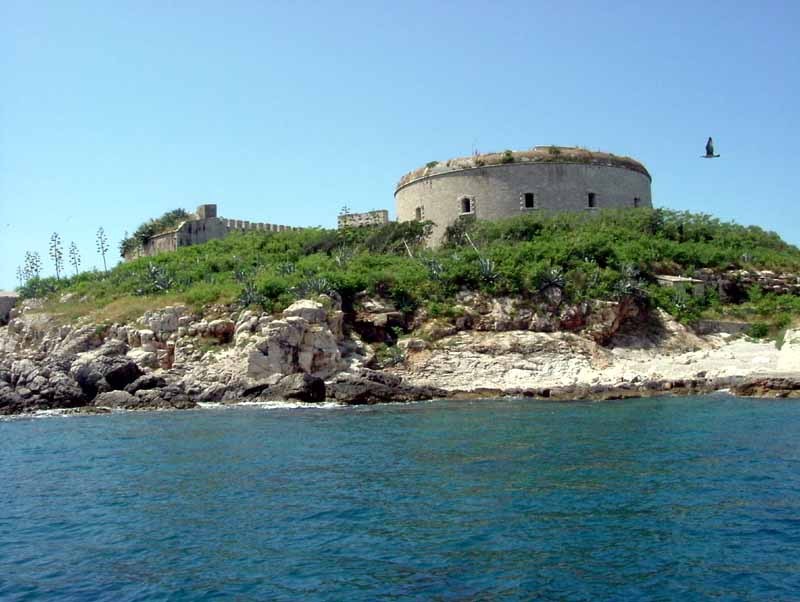
Die Insel Mamula
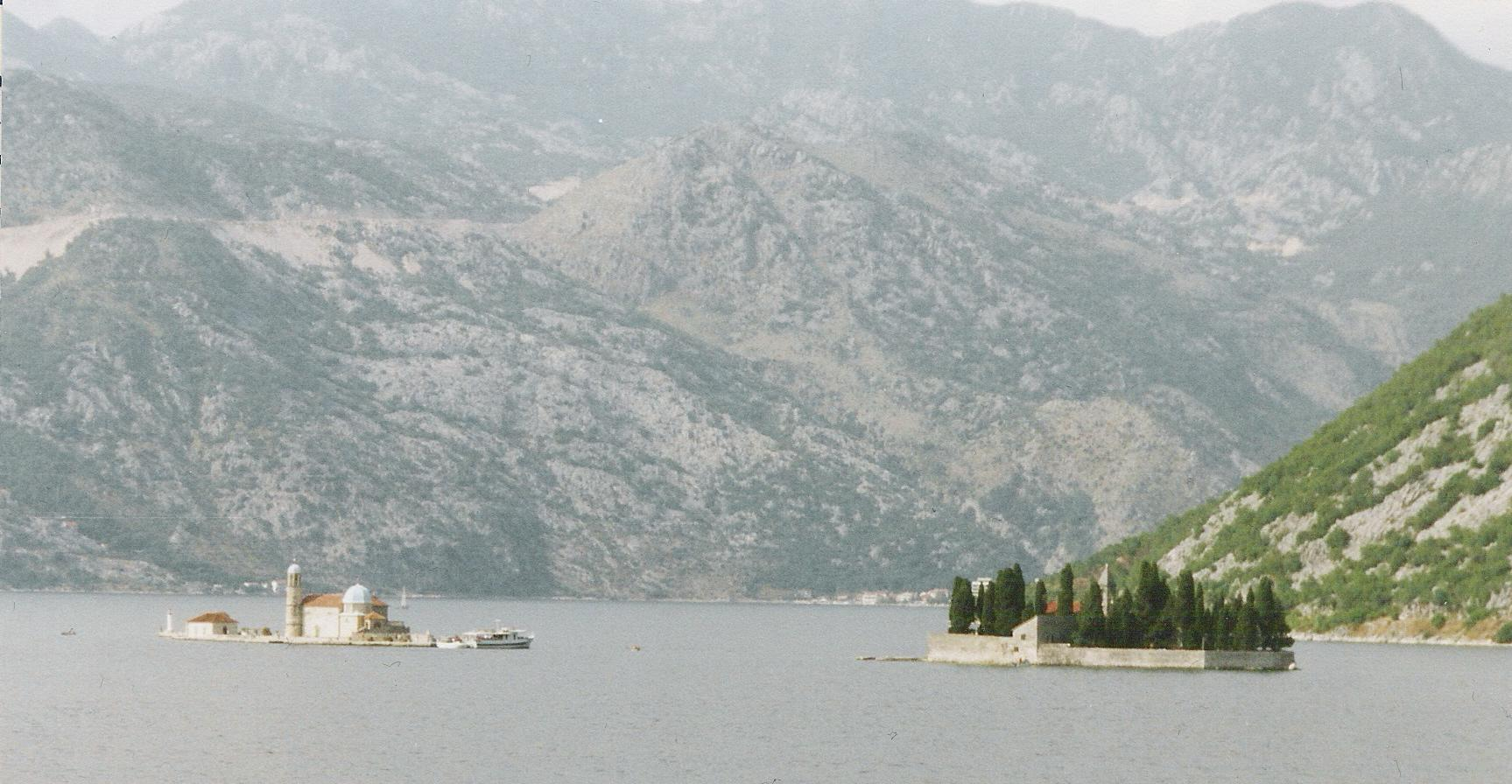
Sv. Đorđe (re.) und Gospa od Škrpjela (li.)
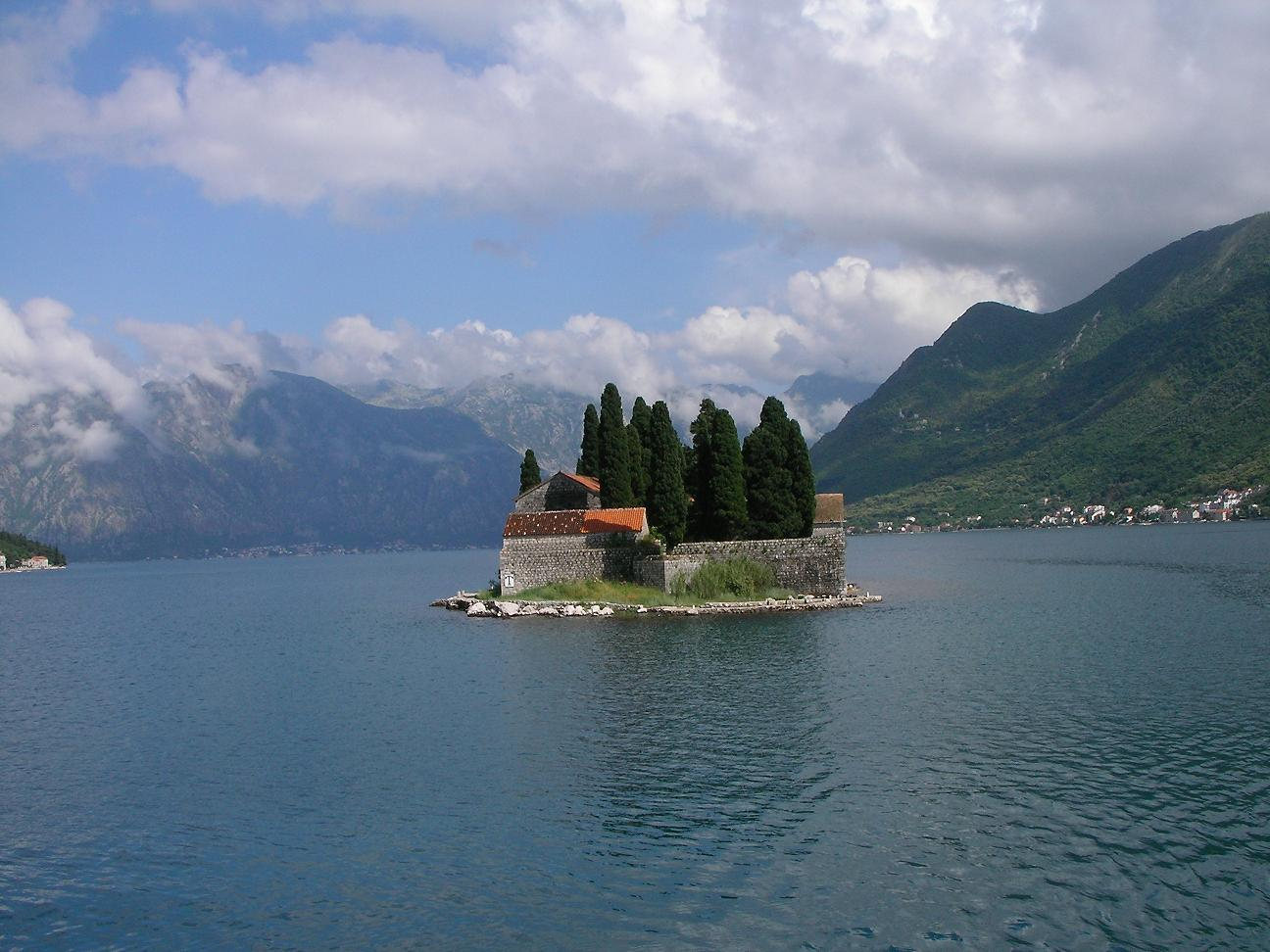
Klosterinsel Sveti Đorđe vor der Bergszenerie des Orjen
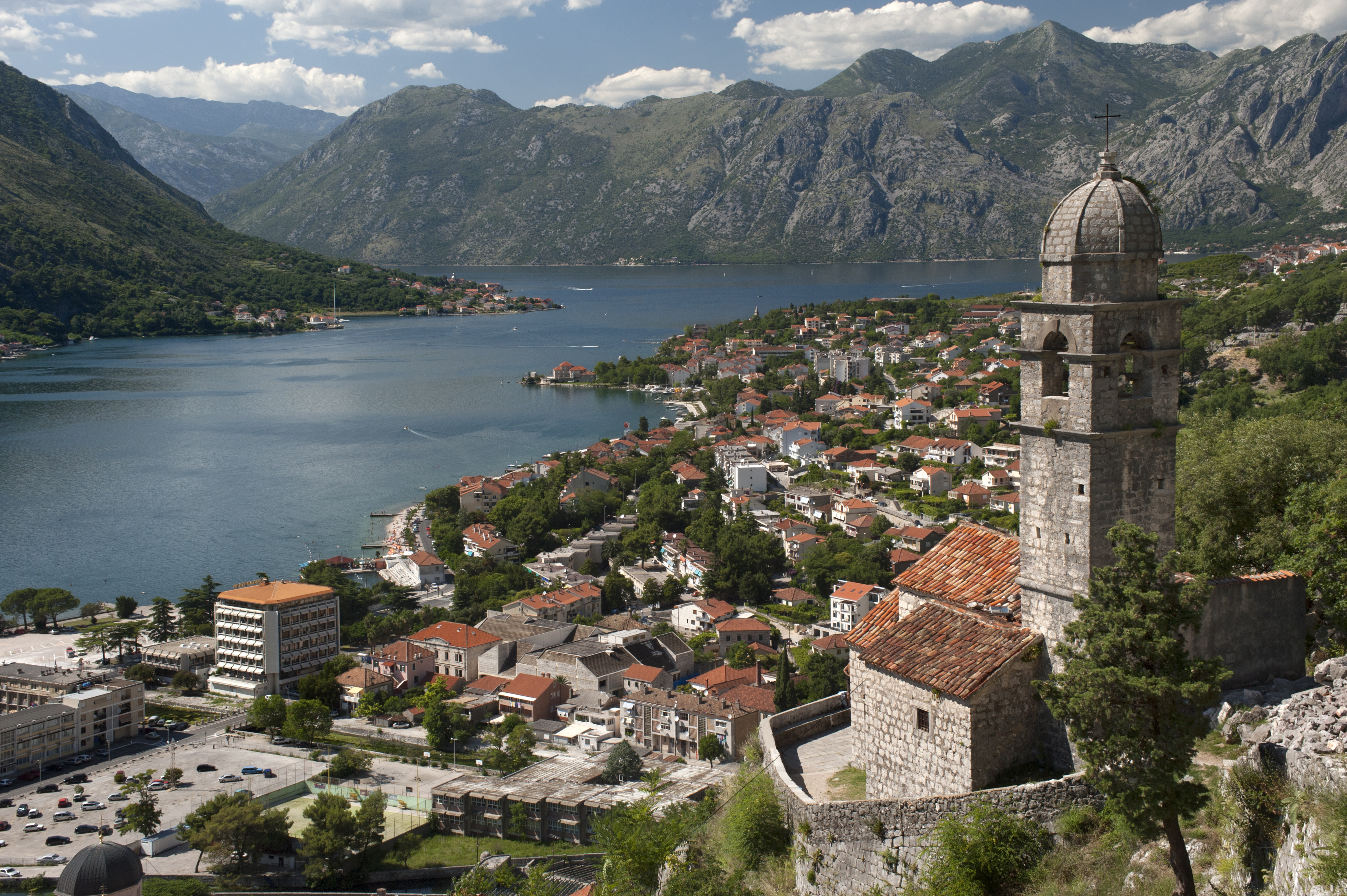
Blick über Kotor und die Bucht
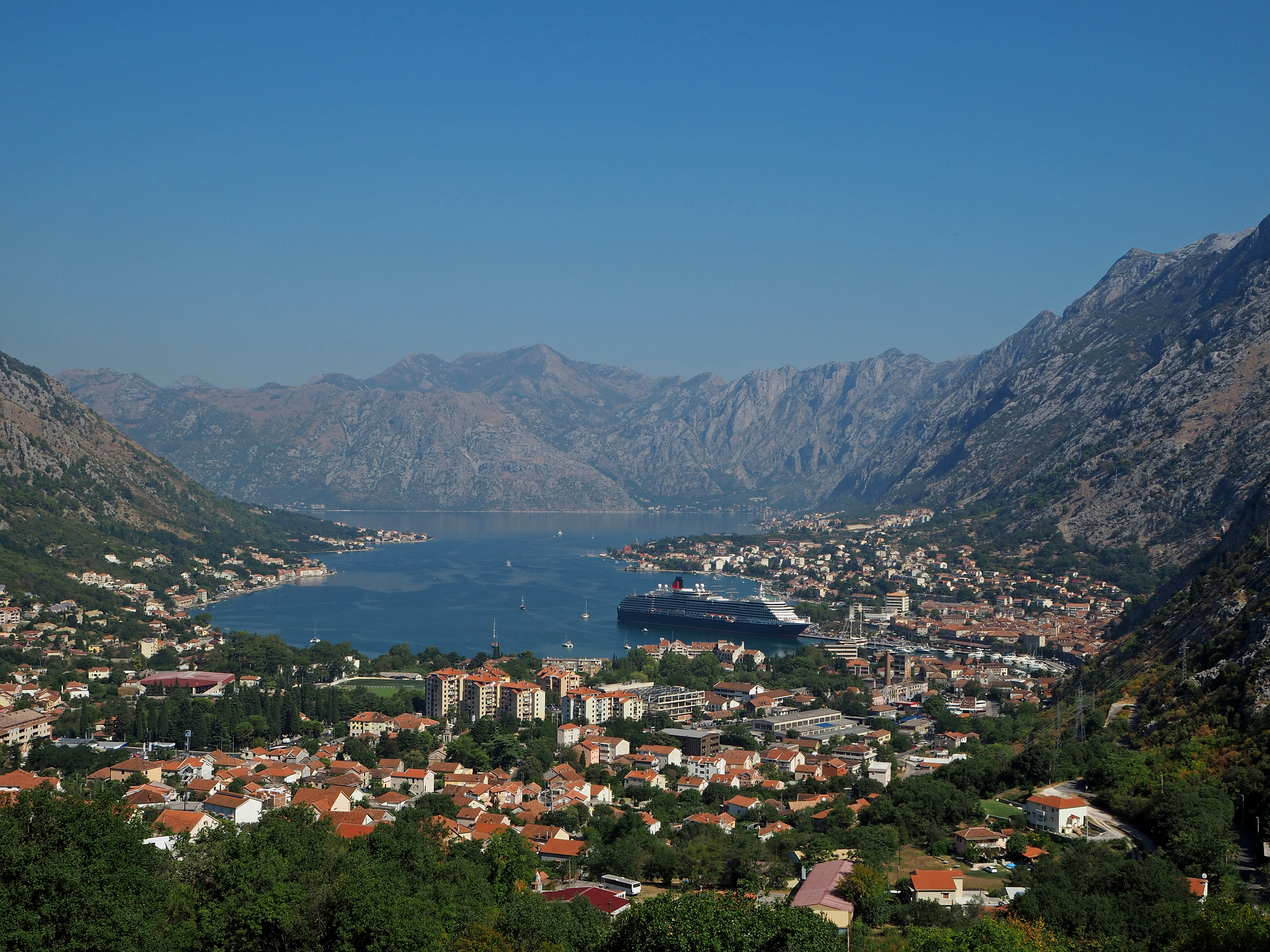
Bucht von Kotor